# Ilha de Axel Heiberg

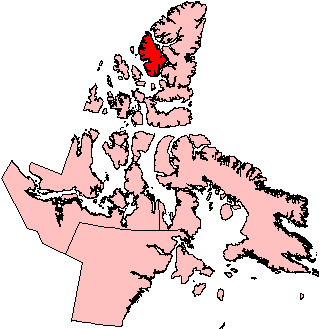
Localização em Nunavut.

A Ilha de Axel Heiberg (em inglês:  Axel Heiberg Island, em inuktitut: ᐅᒥᖕᒪᑦ ᓄᓈᑦ, Umingmat Nunaat) é a sétima maior ilha do Canadá e a 32.ª maior ilha do mundo, com área de 43176 km2. Faz parte do arquipélago das Ilhas da Rainha Isabel e das Ilhas Sverdrup. Pertence a Nunavut, encontrando-se entre as coordenadas 78° a 81° N  e 85° a 97° O, a oeste da ilha Ellesmere.
É uma ilha recortada por grandes fiordes, com uma área total de 43178 km². O seu ponto mais elevado é o Pico Outlook, com uma altitude de 2210 m. O gelo e os glaciares cobrem 14733 km² da área da ilha.
A ilha de Axel Heiberg foi descoberta por Otto Sverdrup em 1900, que lhe deu nome do cônsul norueguês Axel Heiberg, que foi quem financiou a expedição. A exploração científica da ilha começou na década de 1950. Permanece desabitada, salvo uma pequena estação científica. Não obstante, ainda se conservam restos antigos de povoados Inuit. Na ilha descobriu-se em 1985 um bosque petrificado do Eoceno.

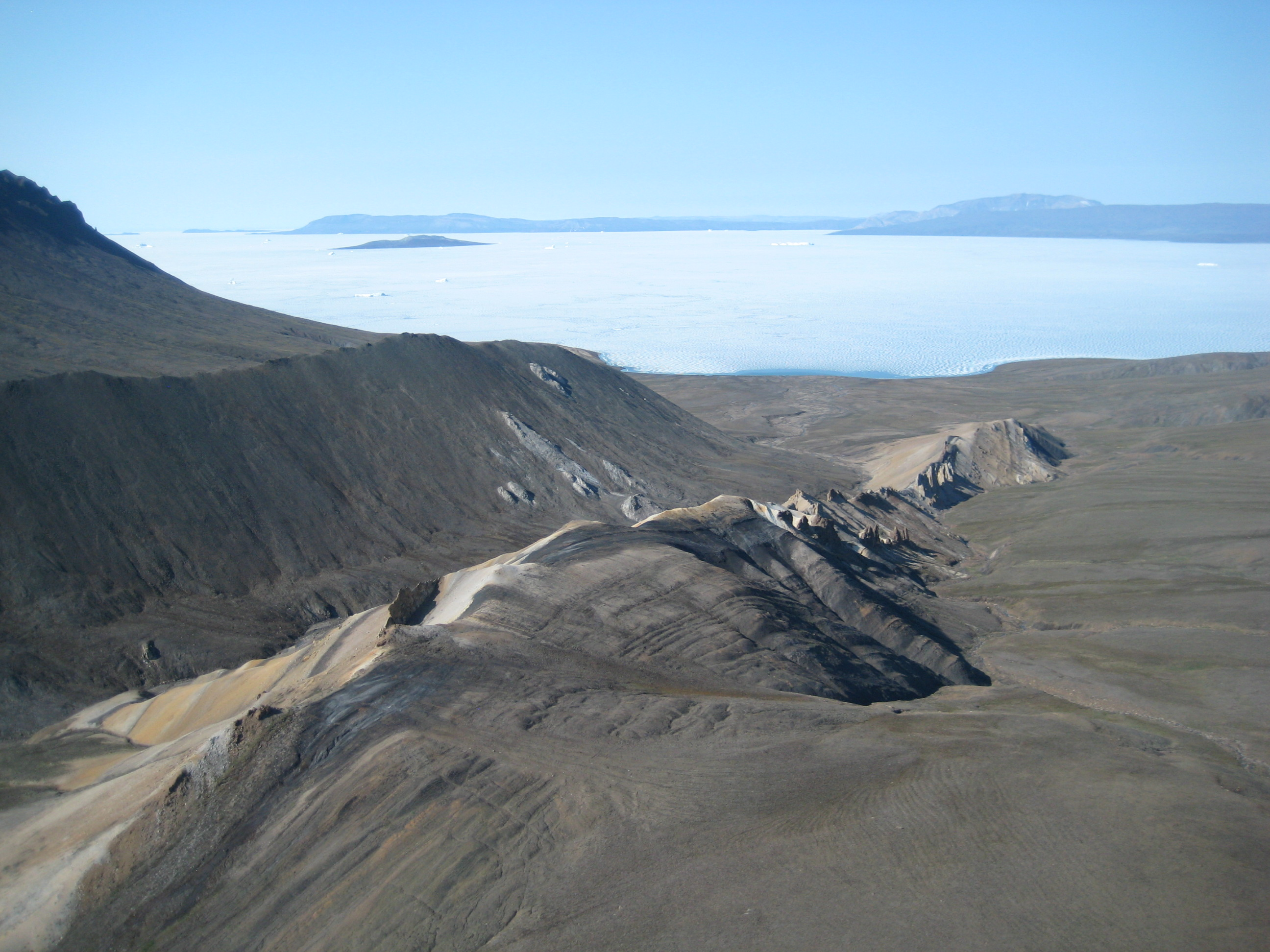
Paisagem da ilha